# Rudolfa Krausová
Rudolfa Krausová (gift Váchová), född 29 maj 1909 i dåvarande Österrike-Ungern; död 16 april 1976; var en tjeckoslovakisk friidrottare med löpgrenar som huvudgren. Krausová var en pionjär inom damidrott, hon var världsrekordhållare i stafettlöpning, flerfaldig tjeckoslovakisk mästare i friidrott och blev medaljör vid damolympiaden vid damolympiaden 1931.

## Biografi
Rudolfa Krausová föddes 1909 i nordvästra Tjeckoslovakien, under ungdomstiden var hon aktiv friidrottare och gick 1928 med i idrottsföreningen "Sportovní klub Smíchov" i stadsdelen Smíchov i Prag, senare övergick hon till "Sokol Vinohrady" i stadsdelen Vinohrady också i Prag.
Hon tävlade främst i kortdistanslöpning 100 meter och 200 meter och stafettlöpning men även i höjdhopp.
1930 deltog Krausová vid sina första tjeckoslovakiska mästerskapen (Mistrovství ČSR žen) 12 juni i Prag där hon tog sina första tjeckoslovakiska mästartitlar (Mistryně republiky). Hon tog guldmedalj i löpning 100 meter och 200 meter. Segertiden i löpning 100 m var också tjeckoslovakiskt nationsrekord. Senare samma år satte hon även nationsrekord i stafettlöpning 4 x 100 meter (i landslaget/státní družstvo, med Kuzníková, Hřebřinová, Smolová och Krausová) med tiden 51.7 sekunder vid tävlingar 31 augusti i Prag.
Senare samma år deltog hon vid den tredje damolympiaden 6-8 september i Prag, Hon tävlade i löpning 100 m, 200 m och stafett 4 x 100 m men blev utslagen under kvaltävlingarna.
1931 deltog Krausová vid den internationella tävlingen i friidrott för damer Olimpiadi della Grazia 29-31 maj i Florens. Under tävlingen vann hon bronsmedalj i stafettlöpning 4 x 75 m (med Anna Hrebrinova, Rudolfa Krausová som andre löpare, Zdena Smolová och Anna Kuzniková) samt bronsmedalj i stafett 4 x 100 m (med samma besättning).
Senare samma år tog hon guldmedalj i löpning 100 m och 200 m samt i stafettlöpning 4 x 100 m (i lag SK Smíchov med Božena Skálová, Anna Heppnerová, Josefa Dusilová och Rudolfa Krausová) och 4 x 200 m (med samma besättning) vid tjeckoslovakiska mästerskapen 4-5 juli i Prag. Segertiden i stafett 4 x 100 meter och löpning 200 meter var också nytt tjeckoslovakiskt nationsrekord.
1932 blev Krausová åter tjeckoslovakisk mästare i löpning 100 m och stafett 4 x 200 m (med Božena Skálová, Anna Heppnerová, Josefa Dusilová, Rudolfa Krausová) och tog silvermedalj i stafett 4 x 100 m (med samma besättning) vid mästerskapen 19 juni i Prag.
1933 tog hon åter guldmedalj i löpning 100 m och stafettlöpning 4 x 100 m (med Zajíčková, Skálová, Dusilová och Krausová) och 4 x 200 m (med Skálová, Hana Ulrichová, Dusilová och Krausová) samt tog silvermedalj i löpning 200 m vid mästerskapen 1-2 juli i Prag. Segertiden i stafett 4 x 100 m och 4 x 200 m var åter nya tjeckoslovakiska nationsrekord.
1934 tog Krausová silvermedalj i löpning 200 m vid mästerskapen 30 juni - 1 juli i Prag. Samma år deltog hon vid den fjärde damolympiaden 9-11 augusti i London. Hon tävlade i löpning 100 och stafett 4 x 100 m men blev utslagen under kvaltävlingarna. 
Den 22 augusti 1934 satte Krausová världsrekord i stafettlöpning 4 x 75 meter för landslag (med Štefania Pekarová, Rudolfa Krausová som andre löpare, Božena Skálová och Zdeňka Koubková) vid tävlingar i Prag. Senare samma år deltog hon i en landskamp med USA 28 augusti i Prag där hon tog guldmedalj i stafett 4 x 75 m (i landslaget med Pekarová, Krausová, Skálová, Koubková) och silvermedalj i stafett 4 x 100 m (med samma besättning. Segertiden i båda stafetterna var återigen nya tjeckoslovakiska nationsrekord.
1936 tog hon åter guldmedalj i löpning 100 meter vid tjeckoslovakiska mästerskapen 5-6 juli i Prag.
Senare drog hon sig tillbaka från tävlingslivet. Krausová dog 1976.